# 小野田快雄

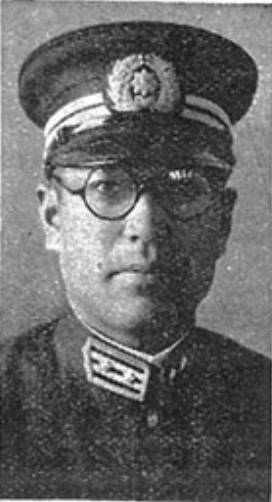
小野田快雄

小野田 快雄（おのだ よしお、1905年〈明治38年〉10月23日 - 没年不明）は、昭和時代前期の台湾総督府官僚、陸軍司政官。

## 経歴
岡山県御津郡今村中仙道（現・岡山市北区中仙道）に生まれる。第六高等学校を卒業。1928年（昭和3年）10月、高等試験行政科に合格し、1930年（昭和5年）3月に東京帝国大学法学部を卒業する。
同年5月、台湾総督府内務局地方課勤務を発令され、翌月渡台する。1934年（昭和9年）9月、地方理事官に進み、台北州羅東郡守に就任し、1936年（昭和11年）10月、高雄州警務部警務課長に転じた。ついで同州内務部勧業課長、府事務官官房外務部課長、台南州産業部長、同州警察部長を経て、1942年（昭和17年）10月、軍政部附として南方に転出。1943年（昭和18年）2月、陸軍司政官に就任した。1944年（昭和19年）に退官した。
戦後の1947年（昭和22年）、林原（現・ナガセヴィータ）に入社し、取締役を歴任した。